# MP 20
Der europäische Landsäugetierhorizont MP 20 ist der oberste der fünf Landsäugetierhorizonte des Headoniums. Er liegt unmittelbar vor der Grande Coupure an der Wende Eozän/Oligozän.

## Bezeichnung und Geschichte
Die Bezeichnung MP 20 ist eine Abkürzung, die sich ab vom engl. Mammal Paleogene, d. h. Säugetier-Paläogen, ableitet. Das Paläogen enthält 30 MP-Horizonte.
Die Unterteilung des europäischen Paläogens in 30 MP-Horizonte wurde 1976 von Volker Fahlbusch auf dem International Symposium on Mammalian Stratigraphy vorgeschlagen.

## Stratigraphie
Der Landsäugetierhorizont MP 20 folgt auf MP 19, ihm schließt sich dann MP 21 an. MP 20 ist der oberste der fünf Landsäugetierhorizonte des Headoniums (MP 17A, MP 17B, MP 18, MP 19 und MP 20) und enthält die frohnstettense-suevicum-Biozone.
Zeitliche Äquivalente des MP 20 auf anderen Kontinenten sind der Beginn des Orellums in Nordamerika und der Beginn des Shandgoliums in Asien.

## Fossilien

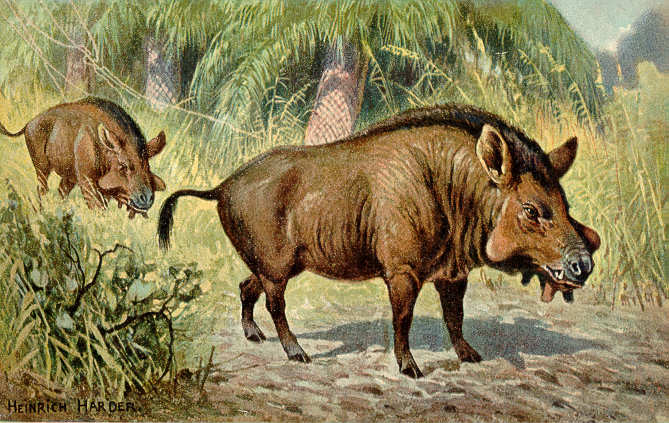
Entelodon lebte während des Landsäugetierhorizonts
MP 20 (Rekonstruktion von Heinrich Harder)

Der Beginn von MP 20 wird durch das letztmalige Auftreten (engl. Last Appearance Date oder LAD) der kamelartigen Xiphodontidae gekennzeichnet. Gegen Ende von MP 20 sterben die kamelartigen Amphimerycidae aus. Während des MP 20 lebte unter anderem der frühe Schweineartige Entelodon.

## Geologisches Fallbeispiel
Als Beispiel für den Landsäugetierhorizont MP 20 soll das Hamstead-Member der Bouldnor-Formation im Hampshire-Becken Südenglands dienen. Es veranschaulicht auf recht eindrucksvolle Weise die Artenvielfalt und den Umbruch in der damaligen Faunengemeinschaft:
- Unteres-Hamstead-Member :

Amphidozotherium cayluxi, Amphiperatherium exile, Anoplotherium latipes, Bransatoglis planus, Butselia biveri, Cryptopithecus, Eotalpa anglica, Glamys fordi, Palaeotherium curtum, Palaeotherium muehlbergi, Paradoxonycteris tobieni, Pseudoltinomys cuvieri, Ronzotherium sp., Stehlinia minor, Suevosciurus ehingensis, Suevosciurus fraasi, Theridomys bonduelli und Xiphodon gracilis.
- Oberes-Hamstead-Member :

Amphicynodon sp., Amphiperatherium exile, Amphiperaterium minutum, Asteneofiber, Atavocricetodon atavus, Bothriodon velaunus, Butseloglis micio, Cryptopithecus, Elomeryx porcinus, Entelodon magnus, Eomys, Glamys fordi, Hyaenodon dubius, Isoptychus margaritae, Leptadapis sp., Myxomygale antiqua, Paradoxonycteris tobieni, Pecora, Peratherium perriense, Pseudoltinomys gaillardi, Ronzotherium romani, Stehlinia gracilis, Tapirulus hyracinus und Tetracus.
Anzumerken ist hierbei, dass das Untere-Hamstead-Member noch Xiphodon aufweist (und daher zu MP 19 zu rechnen sein dürfte), MP 20 aber definitionsgemäß mit dem Aussterben der Xiphodontidae beginnt. Die Fauna des Oberen-Hamstead-Members repräsentiert demnach eindeutig MP 20, erkenntlich auch am Vorkommen von Entelodon.
Definitiv waren im MP 20 neben Entelodon somit folgende Taxa gegenwärtig:
- der frühe Beutelsäuger Amphiperatherium exile
- der pantolestide Cryptopithecus
- das Nagetier Glamys fordi
- die frühe Fledermaus Paradoxonycteris tobieni
- die Nashorngattung Ronzotherium
- die Fledermausgattung Stehlinia.

## Alter
Das Absolutalter des Landsäugetierhorizonts MP 20 bewegt sich zwischen 34,0 und 33,8 Millionen Jahren BP. MP 20 markiert somit das Oberste Priabonium und ragt gerade noch in das Unterste Oligozän (Rupelium) hinein. Die Obergrenze fällt mit der negativen Sauerstoffexkursion Oi-1 zusammen, dem Beginn der Vereisung in der Antarktis.
MP 20 nahm nur rund 200.000 Jahre in Anspruch und ist unter sämtlichen MP-Horizonten von geringster Dauer.